# Fence, Wisconsin
Fence là một thị trấn thuộc quận Florence, tiểu bang Wisconsin, Hoa Kỳ. Năm 2010, dân số của thị trấn này là 181 người.